# ألبرتو فيريرو
ألبرتو فيريرو (بالإسبانية: Alberto Ferrero)‏ (15 نوفمبر 1944 بالأوروغواي - ) هو لاعب كرة قدم أوروغواني في مركز الهجوم. لعب مع بنيارول وسانتياغو واندررز ونادي راسينغ مونتيفيديو وديبورتيس أنتوفاغاستا ويونيون لا كاليرا.

## وصلات خارجية
- ألبرتو فيريرو على موقع قاعدة بيانات كرة القدم.إي يو (الإنجليزية)
- ألبرتو فيريرو على موقع عالم كرة القدم.نت (الإنجليزية)